# تشاسواخ كيشتاك
تشاسواخ كيشتاك ((بالبولندية: Czesław Jan Kiszczak)) (مواليد 19 أكتوبر 1925 - الوفاة 5 نوفمبر 2015)، كان جندي وسياسي شيوعي بولندي. وهو عضو حزب العمال البولندي الموحد (PZPR) وشغل منصب ضابط رفيع في القوات المسلحة البولندية. خلال زمن جمهورية بولندا الشعبية. وكان صديق الجنرال فويتشخ ياروزلسكي. كان كيشتاك آخر رئيس وزراء شيوعي، وخدم لفترة وجيزة سنة 1989.

## روابط خارجية
- تشاسواخ كيشتاك على موقع مونزينجر (الألمانية)